# University of Missouri

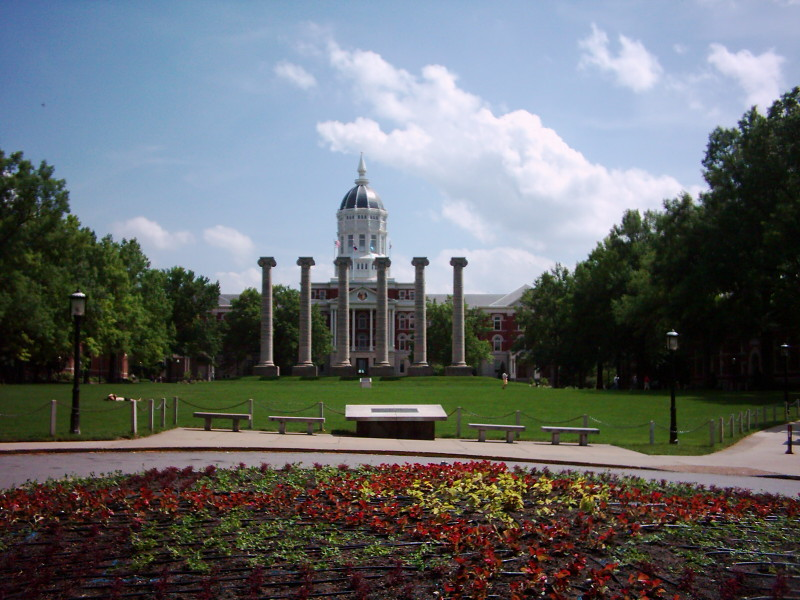
Francis Quadrangle mit Jesse Hall im Hintergrund

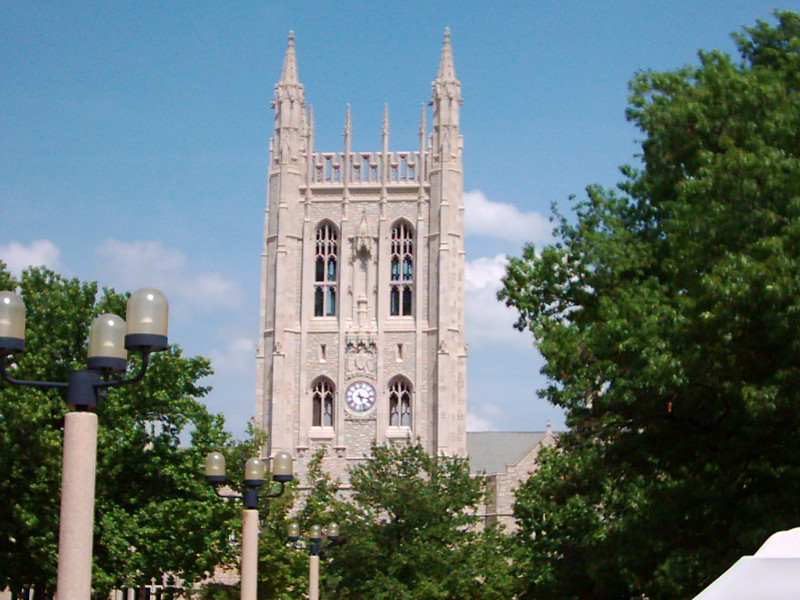
Tower of Memorial Union

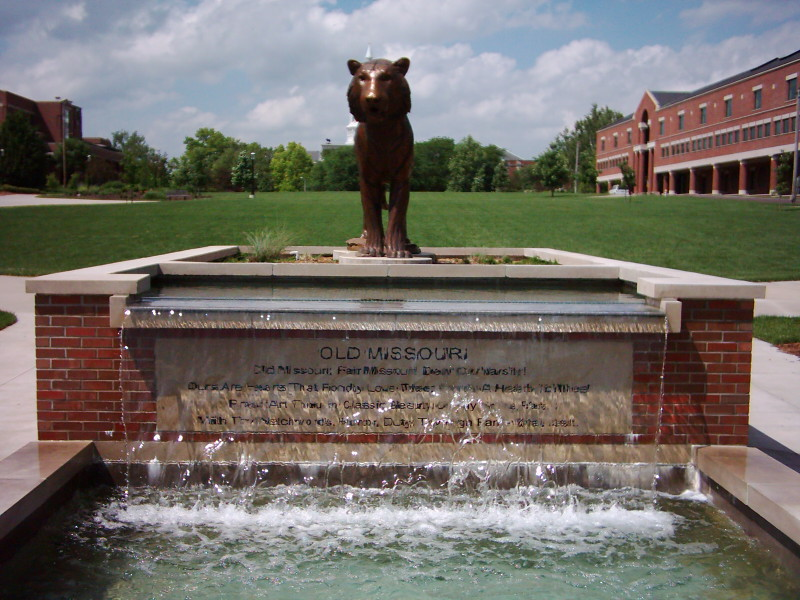
Brunnen und Statue am Tiger Plaza

Die University of Missouri (auch bekannt als University of Missouri-Columbia, MU oder Mizzou) ist eine staatliche Universität in Columbia im US-Bundesstaat Missouri. Mit 31.089 Studierenden (Herbst 2020) ist sie der wichtigste Standort des University of Missouri Systems. Die Universität ist Mitglied der Association of American Universities und besonders bekannt für ihre Forschung und Lehre in den Bereichen Journalismus, Jura, Landwirtschaft und Tiermedizin. Derzeit wird besonders die Biotechnologie gefördert.

## Geschichte
Die University of Missouri wurde 1839 gegründet. Seit 1867 wurden Frauen zum Studium am Lehrercollege zugelassen, seit 1871 zu allen Studiengängen. Seit einem Gerichtsbeschluss 1950 wurden afroamerikanische Studenten zugelassen.

## Fakultäten
- Gesundheitsberufe
- Human Environmental Sciences
- Ingenieurwissenschaften
- Journalismus
- Künste und Wissenschaften
- Landwirtschaft, Nahrung und Natürliche Ressourcen
- Medizin
- Pädagogik
- Pflegeberufe (Sinclair School of Nursing)
- Rechtswissenschaften
- Tiermedizin
- Wirtschaftswissenschaften
- Graduate School (Truman School of Public Affairs)

## Zahlen zu den Studierenden
Im Herbst 2020 waren 31.089 Studierende eingeschrieben. Davon strebten 23.383 (75,2 %) ihren ersten Studienabschluss an, sie waren also undergraduates. Von diesen waren 54 % weiblich und 46 % männlich; 3 % bezeichneten sich als asiatisch, 7 % als schwarz/afroamerikanisch und 5 % als Hispanic/Latino. 7.706 (24,8 %) arbeiteten auf einen weiteren Abschluss hin, sie waren graduates. Über 344.000 lebende Personen sind Ehemalige (Alumni) der Universität.

## Sport
Das Sportteam der MU sind die Missouri Tigers. Am 6. November 2011 gab die Universität bekannt, von der Big 12 Conference zur Southeastern Conference mit Stichtag 1. Juli 2012 zu wechseln.

## Persönlichkeiten

### Präsidenten, 1841–1963 und ab 1963 Kanzler
Jeder Campus des University of Missouri Systems wird von einem Kanzler geleitet, der dem Präsidenten des UM-Systems unterstellt ist. Vor der Gründung des Systems im Jahr 1963 wurde der Columbia-Campus  direkt vom Präsidenten geleitet und die Position des Kanzlers existierte nicht.
- John Hiram Lathrop (1841–1849)
- James Shannon (1850–1856)
- William Wilson Hudson (1856–1859)
- Benjamin Blake Minor (1860–1862)
- John Hiram Lathrop (1865–1866)
- Daniel Read (1866–1876)
- Samuel Spahr Laws (1876–1889)
- Richard Henry Jesse (1891–1908)
- Albert Ross Hill (1908–1921)
- John Carleton Jones (1922–1923)
- Stratton Brooks (1923–1930)
- Walter Williams (1931–1935)
- Frederick Middlebush (1935–1954)
- Elmer Ellis† (1955–1963)
- John W. Schwada (1964–1970)
- Herbert W. Schooling (1971–1978)
- Barbara Uehling (1978–1987)
- Haskell Monroe (1987–93)

### Professoren
- Dorothy Virginia Nightingale (1902–2000) – Chemikerin
- Barbara McClintock (1902–1992) – Nobelpreisträgerin Medizin/Physiologie 1983; an MU 1936–1941
- George P. Smith (* 1941) – Biologe, Nobelpreis für Chemie 2018
- Thorstein Veblen (1857–1929) – Ökonom

### Absolventen
Kunst, Film und Literatur
- Tom Berenger (* 1949) – Schauspieler
- Kate Capshaw (* 1953) – Schauspielerin
- Chris Cooper (* 1951) – Schauspieler
- Sheryl Crow (* 1962) – Musikerin
- William Least Heat Moon (* 1939) – Schriftsteller
- Robert Loggia (1930–2015) – Schauspieler
- Richard Matheson (1926–2013) – Science-Fiction- und Drehbuchautor
- Nancy Pickard (* 1945) – Krimi-Autorin
- Brad Pitt (* 1963) – Schauspieler (ohne Abschluss)
- George C. Scott (1927–1999) – Schauspieler
- Lee Strobel (* 1952) – Autor und Journalist
- Tennessee Williams (1911–1983) – Schriftsteller (ohne Abschluss)

Politik
- Joel Bennett Clark (1890–1954) – US-Senator für Missouri
- Mel Carnahan (1934–2000) – ehemaliger Gouverneur von Missouri
- Russ Carnahan (* 1958) – Abgeordneter im Kongress
- Randy Cunningham (* 1941) – ehemaliger Abgeordneter im Kongress
- Tim Kaine (* 1958) – Gouverneur von Virginia
- Claire McCaskill (* 1953) – Rechnungsprüferin in Missouri und Senatskandidatin 2006

Wirtschaft
- Kenneth Lay (1942–2006) – ehemaliger CEO von Enron
- Sam Walton (1918–1992) – Gründer von Walmart

Wissenschaften
- Jean-Baptiste Habyalimana (1950–1994) – ruandischer Ingenieurwissenschaftler und Präfekt
- Marguerite Hedberg (1907–2002) – Mathematikerin und Hochschullehrerin
- Ruby Hightower (1880–1959) – Mathematikerin und Hochschullehrerin

Sport
- Sophie Cunningham (* 1996) – Basketballspielerin
- Larry Drew (* 1958) – Basketballspieler und -trainer
- Kony Ealy (* 1991) – American-Football-Spieler
- Mike Jones (* 1969), American-Football-Spieler
- Michael Porter Jr. (* 1998) – Basketballspieler
- Sheldon Richardson (* 1990) – American-Football-Spieler
- Roger Wehrli (* 1947) – American-Football-Spieler
- Kellen Winslow (* 1957) – American-Football-Spieler
- Rickey Paulding (* 1982) – Basketballspieler